# Takoyakushi-dōri
Le Takoyakushi-dōri (蛸薬師通, Takoyakushi-dōri), littéralement Rue Takoyakushi, est une voie du centre-ville de Kyoto. Orientée est-ouest, elle débute au Kiyamachi-dōri (en), près de la rivière Takase et termine à l'École primaire Saiin (ja), peu après le Sai-dōri (ja).

## Description

### Situation
La rue est située en grande partie dans l'arrondissement de Nakagyō (la partie la plus à l'ouest est dans celui de Ukyō) et traverse la ville d'est en ouest. La portion de la rue à l'extrême ouest est une rue commerçante très populaire, en plus d'être placée en zone non-fumeur.

### Voies rencontrées
De l'est vers l'ouest, en sens unique. Les voies rencontrées de la droite sont mentionnées par (d), tandis que celles rencontrées de la gauche, par (g). Outre les rues (通) rencontrées, le Takoyakushi-dōri croise de nombreuses ruelles sans nom, en plus de deux lignes de train, la ligne principale Arashiyama (ja) et la ligne principale San'in. La rue subit des interruptions au Mibugawa-dōri, dues au dépôt d'attache de l'Office de transport de Kyoto (en).
1. Kiyamachi-dōri (en) (木屋町通)
2. Rivière Takase (高瀬川, Takase-gawa?)
3. Kawaramachi-dōri (en) (河原町通)
4. Uraderamachi-dōri (裏寺町通)
5. Shinkyōgoku-dōri (新京極通)
6. Teramachi-dōri (en) (寺町通)
7. Gokomachi-dōri (御幸町通)
8. Fuyachō-dōri (ja) (麩屋町通)
9. Tominokōji-dōri (富小路通)
10. Yanaginobanba-dōri (ja) (柳馬場通)
11. Sakaimachi-dōri (堺町通)
12. Takakura-dōri (ja) (高倉通)
13. Higashinotōin-dōri (en) (東洞院通)
14. Karasuma-dōri (en) (烏丸通)
15. Muromachi-dōri (en) (室町通)
16. Shinmachi-dōri (ja) (新町通)
17. Nishinotōin-dōri (ja) (西洞院通)
18. Ogawa-dōri (小川通)
19. Aburanokōji-dōri (ja) (油小路通)
20. (d) Samegai-dōri (醒ヶ井通)
21. Horikawa-dōri (en) (堀川通)
22. Iwagami-dōri (岩上通)
23. Inokuma-dōri (ja) (猪熊通)
24. Kuromon-dōri (黒門通)
25. Ōmiya-dōri (en) (大宮通)
26. Shinsen'en-dōri (神泉苑通)
27. (d) Yashiro-dōri (矢城通)
28. Kōin-dōri (後院通)

Interruption de la rue
1. Mibugawa-dōri (ja) (壬生川通)
2. Bōjō-dōri (坊城通)
3. Senbon-dōri (en) (千本通)

Ligne principale San'in, interruption de la rue
1. Onmae-dōri (en) (御前通)
2. Nishidoi-dōri (西土居通)
3. Nishiōji-dōri (ja) (西大路通)
4. Saihigashi-dōri (ja) (佐井東通)
5. Sai-dōri (ja) (佐井通) [Aussi appelée Kasuga-dōri (春日通)]
6. Sainishi-dōri (ja) (佐井西通)

### Transports en commun
La section commerçante de la rue est accessible par la gare de Kyoto-Kawaramachi sur la ligne Hankyu Kyoto (cinq minutes de marche) ou par la gare de Gion-Shijō sur la ligne principale Keihan.

## Odonymie
La rue porte le nom du Bhaishajyaguru (薬師如来 Yakushi nyorai), bouddha guérisseur du temple de Eifuku-ji (ja) situé sur la rue elle-même. Le bouddha guérisseur de l'Eifuku-ji portait le nom de Takoyakushi (蛸薬師), connu pour avoir eu la forme d'un poulpe.
Une chanson pour se souvenir des rues du centre-ville est souvent récitée par les locaux, et le Takoyakushi-dōri fait partie des rues nommées.

## Histoire
Pendant l'époque d'Edo, la rue se limitait à la portion entre le Teramachi-dōri (en) et l'Onmae-dōri (en).
À l'époque de la ville impériale (Heian-kyō), la rue portait le nom de Shijōbōmonkōji (四条坊門小路). Le nom de la rue aurait été changé lors du réaménagement de la ville par Hideyoshi Toyotomi en 1591, après que l'Eifuku-ji ait été fusionné et déplacé à son lieu actuel, alors qu'il était originellement situé sur le Muromachi-dōri. Il aurait voulu un nom plus évocateur pour la rue où se trouvait le temple.

## Patrimoine et lieux d'intérêt
Le Eifuku-ji (ja), au coin avec le Shinkyōgoku-dōri est un temple historique fondé en 1181, connu pour abriter un poulpe aux propriétés guérisseuses. Une statue du poulpe en bois a été érigée sur les lieux. La légende raconte que Zenko, un moine du temple, est allé au marché acheter du poulpe après que sa mère est tombée malade, pour la réconforter. Pendant qu'il priait, le poulpe qu'il venait d'acheter s'est transformé en bouddha et aurait guéri sa mère. C'est après cela que les gens du temple aurait commencé à vénérer le poulpe. Une cérémonie traditionnelle a lieu au temple tous les huitièmes jours de chaque mois, l'occasion pour plusieurs d'y aller en espoir de voir leurs maladies être guéries.
- Boutique Eirakuya Muromachi (永楽屋 室町店), magasin historique de Kyoto ;
- Ancienne succursale de la Yamaguchi Bank (en) ;
- Le temple Kuyadō (空也堂) ;
- Maison historique de Chaya Shirōjirō (en) ;
- Le temple Misaki-jinja (岬神社) ;
- Maison historique du clan Tosa ;
- Ruines du Honnō-ji[4].